# Music (單曲)
「music」（ミュージック）是豐崎愛生的第5張單曲。於2012年1月25日由Music Ray'n發售。

## 概要
與前作「春風 SHUN PU」相隔約9個月發售，2012年第1張的單曲。初回限定盤是標題曲的PV收錄在DVD。

## 收錄曲
CD
1. music [4:46]
作詞：つじあやの、作曲：ミト、編曲：コトリンゴ・後藤勇一郎カルテット・ぺさま・よしうらけんじ
2. anniversary [3:34]
作詞・作曲・編曲：仁科亞弓
3. music（Instrumental）

DVD（只限初回限定盤）
1. music Music Clip
2. music TV spot(15sec+30sec)

### 参加音樂家
| music   | music      |
| ------- | ---------- |
| Ukulele | つじあやの |
| Piano   | コトリンゴ |
| Drums   | 伊藤大助   |

## 外部連結
- Music Ray'n介紹網站
  - 初回限定盤（页面存档备份，存于）
  - 通常盤（页面存档备份，存于）